# Edilberto Dinkelborg
Dom Frei Edilberto Dinkelborg, O.F.M. (Epe, 7 de novembro de 1918 — Salvador (Bahia), 31 de dezembro de 1991) foi bispo católico alemão, terceiro bispo da Diocese de Oeiras.